# Quốc kỳ Syria
Quốc kỳ Syria (tiếng Ả Rập: علم سوريا; tiếng Pháp: Drapeau de la Syrie) do ba hình chữ nhật nằm ngang song song màu đỏ, trắng và đen hợp thành, giữa dải màu trắng có hai ngôi sao năm cánh màu lục. Bốn màu đỏ, trắng, đen và lục là màu sắc của Pan-Arabia. Màu đỏ trên quốc kỳ tượng trưng cho lòng dũng cảm, màu trắng tượng trưng cho sự thuần khiết và khoan hồng, độ lượng, màu đen tượng trưng cho thắng lợi mà Mohammed đã giành được, màu lục là màu tốt lành mà con cháu của Mohammed yêu thích, sao năm cánh tượng trưng cho cách mạng Ả Rập tất thắng. Năm 1958, khi Syria và Ai Cập hợp lại thành lập "Cộng hòa Ả Rập Thống nhất", đã chế định lá cờ ba màu đỏ, trắng và đen; chính giữa nền cờ có 2 ngôi sao năm cánh màu lục. Sau đó, hình vẽ trên lá cờ ba màu nhiều lần thay đổi. Cho đến nay năm 1981, chính phủ Syria ra quyết định khôi phục lá cờ ba màu đỏ, trắng và đen, có hai ngôi sao năm cánh màu lục làm quốc kỳ.

## Quốc kỳ Phe đối lập Syria
Do hậu quả của cuộc nội chiến Syria đang diễn ra, hiện có hai chính phủ tự xưng là chính phủ de jure của Syria, sử dụng các lá cờ khác nhau để đại diện cho nhà nước. Chính phủ đương nhiệm, do Bashar al-Assad và Đảng Ba'ath lãnh đạo, đang sử dụng cờ Cộng hòa Ả Rập Thống nhất đỏ-trắng-đen được sử dụng từ năm 1980; trong khi Chính phủ lâm thời Syria, đứng đầu là Liên minh Quốc gia Syria - đang tìm cách lật đổ chính quyền Assad - đã đọc lại lá cờ Độc lập xanh trắng đen năm 2012.
Trong cuộc nội chiến đang diễn ra, phe đối lập Syria, được đại diện bởi Hội đồng Quốc gia Syria, sau đó là Liên minh Quốc gia cho Lực lượng Cách mạng và Đối lập Syria (thường được gọi là Liên minh Quốc gia Syria) đã sử dụng một phiên bản sửa đổi của cờ độc lập được sử dụng lần đầu tiên vào năm 1932 với Tỷ lệ khung hình 2:3. Cờ độc lập sửa đổi bắt đầu được sử dụng như một màn hình phổ quát của phe đối lập biểu tình vào cuối năm 2011. Phe đối lập muốn phân biệt với chính phủ Syria hiện tại và ủng hộ việc sử dụng cờ được sử dụng khi Syria giành được độc lập từ Pháp. Khaled Kamal, một quan chức của Hội đồng Quốc gia Syria, hiện tin rằng lá cờ này cũng đại diện cho nền độc lập và sự kết thúc của chính phủ Bashar al-Assad. Ngày nay, cờ chủ yếu được sử dụng trong các khu vực do Liên minh Quốc gia Syria kiểm soát. Việc sử dụng cờ độc lập đã được sửa đổi tương tự như việc phiến quân Libya sử dụng cờ Libya trước Gaddafi từ thời Vương quốc Libya đối lập với cờ xanh của Muammar Gaddafi. Cờ tỷ lệ khung hình 1: 2 ban đầu đã được phe đối lập sử dụng không chính thức trong một số trường hợp.

## Lịch sử

(1919-1920)
(1920-1930)
(1930-1932)
(1932-1958)
(1961-1963)
(1963-1972)
(1972-1980)
(1980-2024)
(từ năm 2024)